# Бакстон (Дербишир)
Ба́кстон (англ. Buxton) ― курортный город в Дербишире, Великобритания. Он расположен на высоте около 1000 футов (300 м) над уровнем моря. Недалеко от границы графства с Чеширом на западе и Стаффордширом на юге, Бакстон находится на краю национального парка Пик-Дистрикт. Город являлся муниципальным районом до 1974 года, затем слился с другими населенными пунктами, включая Глоссоп, чтобы сформировать район местного самоуправления и район Хай-Пик. По данным переписи 2011 года население города составляло 22 115 человек.
Бакстон является городом-побратимом Уаньи во Франции и Бад-Наухайма в Германии.

## История
Происхождение названия города неизвестно. Оно может быть производным от древнеанглийского слова Buck Stone или Rocking Stone (Качающийся камень). Город стал значимым в конце 18-го века, когда он начал развиваться благодаря герцогам Девонширским.

### Прошлое каменного века
Первые жители Бакстона поселились на Лисмор-Филдс 6000 лет назад. Поселение каменного века было обнаружено в 1984 году с остатками мезолитического деревянного круглого дома и неолитических продолговатых домов.

### Римское поселение
Римляне основали поселение, известное как Aquae Arnemetiae (или бани богини рощи). Находка монет указывает на то, что римляне находились в Бакстоне на протяжении всей своей оккупации.. Батам-Гейт ― римская дорога, которая ведет из форта Темплбро в Саут-Йоркшире в Римский форт Навио и далее в Бакстон.

### Средневековье
Название города Бакстоунс впервые было записано в 12 веке как часть поместья семьи Певерел. С 1153 года город стал частью королевского поместья герцогства Ланкастер, расположенного рядом с Королевским лесом. В 1200-х годах в Фэрфилде были созданы монастырские фермы. В 1300-х годах королевская собственность города была отражена в его названии Kyngesbucstones. К 1460 году источник Бакстона был объявлен святым колодцем, посвященным Святой Анне (которая была канонизирована в 1382 году), а к 1498 году была построена часовня.

### 20-й век
Во время Первой мировой войны Бакстон служил базой британских и канадских войск. Военный госпиталь Грэнвилла располагался в гидропатическом отеле Бакстона, а отель Палас использовался как пристройка к нему. Вера Бриттен обучалась в качестве добровольной медсестры отделения помощи в Девонширской больнице в 1915 году. Корпус королевских инженеров, базирующийся в Бакстоне, использовал озера Павильон-Гарденс для тренировок по строительству понтонных мостов.
РАФ Харпур Хилл был создан как подземное хранилище бомб во время Второй мировой войны и стал крупнейшим складом боеприпасов в стране. Это была также база для секции Пик-Дистрикт горноспасательной службы Королевских ВВС.
После упадка Бакстона как спа-курорта в первой половине 20-го века он стал возрождаться как место развлечений в период с 1950-х по 1970-е годы. Театр Playhouse имел собственную репертуарную труппу, в Octagon проводились поп-концерты, Оперный театр вновь открылся в 1979 году с началом Бакстонского фестиваля. Город стал популярным местом для знакомства с Пик-Дистриктом.

## Архитектура

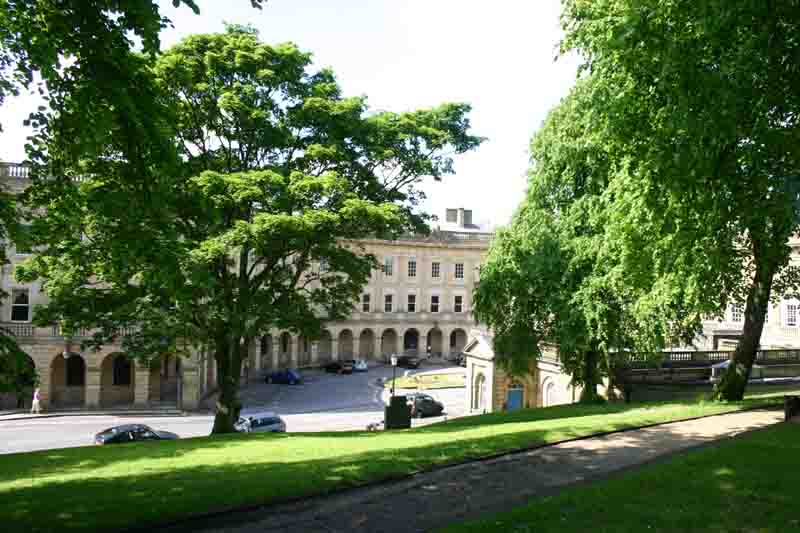
Здание Crescent

С ростом популярности термальных вод Бакстона в 18-м и 19-м веках был введен в эксплуатацию ряд зданий, чтобы обеспечить гостеприимство туристов, возвращающихся в город.
Отель Old Hall ― одно из старейших зданий в Бакстоне. Им владел Толбот, Джордж, 6-й граф Шрусбери. Он и его жена Бесс Хардвик были подданными
королевы Шотландии, Марии. Она несколько раз приезжала в Бакстон за водой, последний раз в 1584 году. Нынешнее здание датируется 1670 годом и имеет фасад из пяти отсеков с тосканским дверным проемом.
Здание Crescent было построено между 1780 и 1784 годами для Уильяма Кавендиша, 5-го герцога Девоншира, в рамках его плана по созданию Бакстона как фешенебельного курортного города в георгианском стиле. Оно было спроектировано архитектором Джоном Карром.

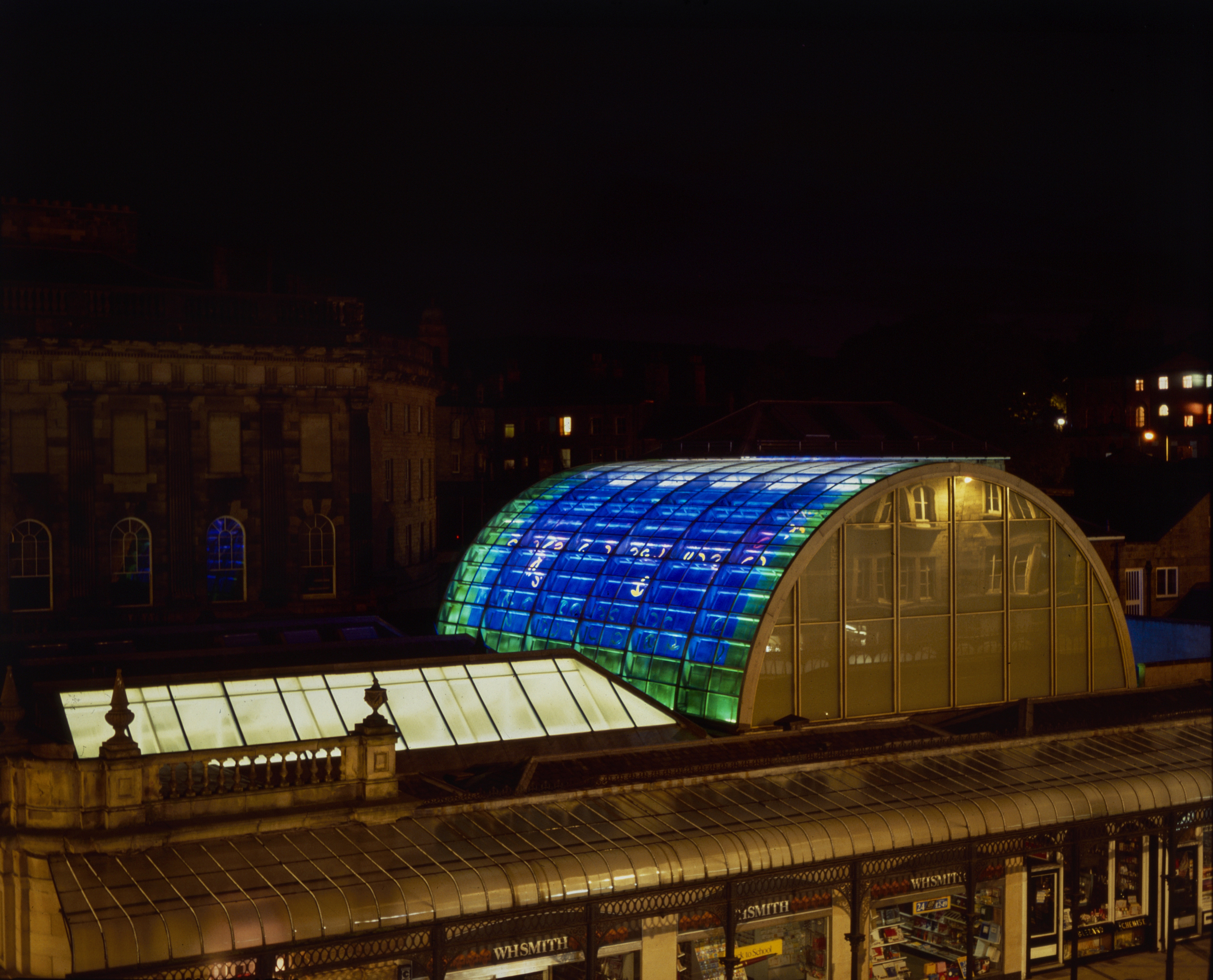
Восстановленные термальные ванны Бакстона и витраж Брайана Кларка в галерее Кавендиш ночью.

Большие конюшни были достроены в 1789 году, но в 1859 году были в значительной степени преобразованы в благотворительную больницу для бедных архитектором 7-го герцога Девонширского Генри Карри, который также работал над больницей Святого Томаса в Лондоне. В 1934 году она стала известна как Девонширская королевская больница. Более поздние этапы преобразования после 1881 года были выполнены местным архитектором Робертом Риппоном Дюком. Они включали в себя его проект Девонширского купола, который был самым большим в мире куполом без опоры диаметром 144 фута (44 м), больше, чем Пантеон на 141 фут (43 м), Собор Святого Петра на 138 футов (42 м) в Риме и Собор Святого Павла на 112 футов (34 м). Рекорд был превзойден космическими каркасными куполами, такими как Купол Джорджии (840 футов (260 м)). Здание и окружающие его викторианские виллы теперь являются частью Университета Дерби.
Карри также спроектировал Бакстонские бани, включающие Природные Минеральные ванны и Термальные ванны, которые открылись в 1854 году на месте первоначальных римских бань. Термальные ванны, закрытые в 1963 году и находящиеся под угрозой сноса, были восстановлены и превращены в торговый пассаж. Архитектору Брайану Кларку было поручено внести свой вклад в реконструкцию. С 1981 по 1995 год в здании размещалась уникальная выставка «Микрариум». Здание находится в стадии реконструкции в рамках реконструкции, финансируемой Национальной лотереей. Рядом с ним находится колодец Святой Анны, добавленный в 1940 году.
Рядом стоит элегантный и внушительный памятник Сэмюэлю Тернеру (1805-1878), казначею Девонширской больницы и благотворительной организации Бакстон-Бат, построенный в 1879 году и случайно потерянный во второй половине 20-го века во время строительных работ. В 1994 году он был найден и восстановлен.

## Культура

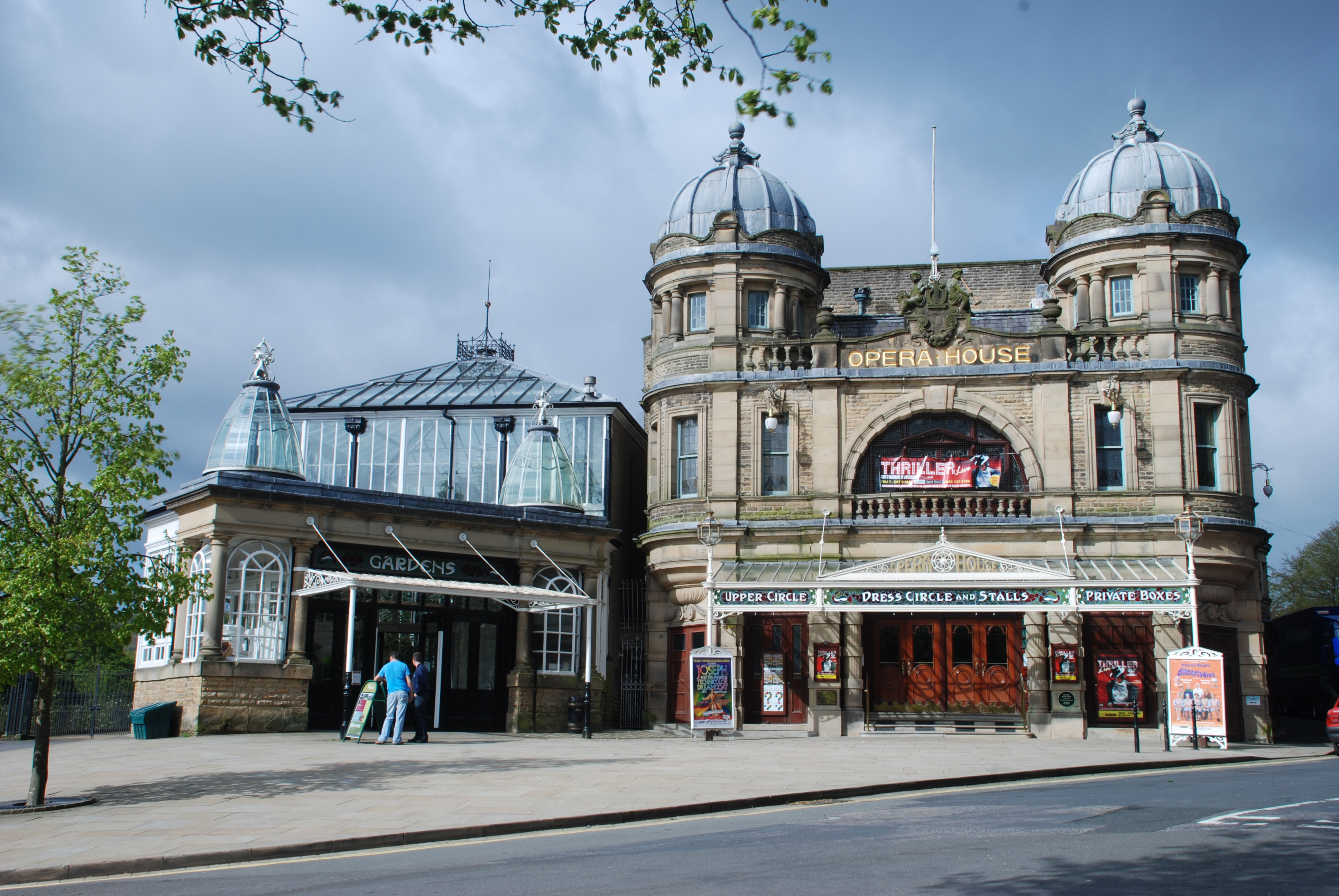
Бакстонский оперный театр

Культурные мероприятия включают ежегодный Бакстонский фестиваль, а также другие фестивали и спектакли, проводимые в Бакстонском оперном театре. Музей и художественная галерея Бакстона предлагают круглогодичные выставки.

## Экономика
Экономика Бакстона включает в себя туризм, розничную торговлю, добычу полезных ископаемых, научные исследования, легкую промышленность и розлив минеральной воды. Университет Дерби является значительным работодателем. Город окружен национальным парком Пик-Дистрикт и предлагает широкий спектр культурных мероприятий. Туризм является крупной отраслью промышленности, с более чем миллионом посетителей Бакстона каждый год. Бакстон ― главный центр ночлега в Пик-Дистрикте, где сосредоточено более 64 % мест для посетителей парка.
Компания Buxton Mineral Water Company (принадлежащая Nestlé) извлекает и разливает минеральные воды в бутылки в Бакстоне. Еженедельно выходит местная газета Buxton Advertiser.
Potters of Buxton ― старейший универмаг в городе и его окрестностях, основанный в 1860 году.

## Образование
В городе находится кампус Университета Дерби на месте бывшей Девонширской королевской больницы, а также колледж Бакстон и Лик, образованный в результате слияния университета с Лик-колледжем в августе 2012 года.
Средние школы в городе включают Бакстонскую общественную школу и католическую школу Святого Томаса Мора. Другие близлежащие школы включают Бакстонскую младшую школу, Католическую начальную школу Святой Анны, Начальную школу Харпур-Хилл Бакстонскую начальную школу, Школу Джона Дункана, Фэрфилдскую школу, Начальную школу Бербедж и другие.

## Климат
Бакстон, расположенный на высоте около 1000 футов (300 м) над уровнем моря, является самым высоким рыночным городом Англии. Из-за этой относительно большой высоты Бакстон, как правило, прохладнее и намного влажнее, чем окружающие города, а дневная температура обычно на 2 °C ниже, чем в Манчестере. Метеостанция Метрополитена собирает климатические данные для города с 1867 года, а оцифрованные данные с 1959 года доступны в Интернете. В июне 1975 года город был поражен странной снежной бурей, которая остановила игру во время крикетного матча.

## Знаменитые жители
- Четвинд-Толбот, Чарльз, 20-й граф Шрусбери ― аристократ.
- Вера Бриттен ― писательница, христианская пацифистка, феминистка.
- Леонард Мюррей ― контр-адмирал.

### Комментарии
1. ↑  Alston, Cumbria also makes this claim but lacks a regular market.[источник не указан 3574 дня]